# デビルエクスタシー
『デビルエクスタシー』は、押見修造による日本の漫画作品。講談社の『週刊ヤングマガジン』に2005年31号から2006年18号まで連載され、『別冊ヤングマガジン』に移籍し2006年15号から17号まで連載された。単行本は全4巻。

## あらすじ
大都会にそびえる13階建ての大型風俗店・デビルエクスタシー。完全個室制の200室には、容姿端麗な500名の美女が在籍している。しかし、彼女達の正体は人間の男の精力を吸い尽くす悪魔のサキュバスだった。やがて、そのうちの1人の貧乳少女・メルルと童貞青年・草壁ノボルは、恋に落ちる。

## 主な登場人物
草壁 ノボル
童貞の大学1年生。過去のトラウマから女性、特に巨乳の女の子が苦手だが、貧乳のメルルにときめく。
メルル
デビルエクスタシーの風俗嬢でサキュバス。貧乳であるため、これまで指名されたことがない。
ミズチ
デビルエクスタシーの女性店長。ノボルとは浅からぬ縁がある。
陰夫（かげお）
バンド「ラフレシア」のボーカル。一部の女子ファンのカリスマ。ララベルのことを愛している。インポ。
ララベル
デビルエクスタシーを辞め、陰夫と暮らすゴスロリ娘。陰夫のことを愛している。
飯田 照子
サキュバスを憎む大学教授。ある事件からサキュバスの研究に心血を注いでいる。

## 書誌情報

### 単行本
- 押見修造 『デビルエクスタシー』 講談社〈ヤングマガジンコミックス〉、全4巻
  1. 2005年11月4日初版発行（同日発売） ISBN 4-06-361391-7
  2. 2006年1月6日初版発行（同日発売） ISBN 4-06-361418-2
  3. 2006年5月2日初版発行（同日発売） ISBN 4-06-361448-4
  4. 2006年10月6日初版発行（同日発売） ISBN 4-06-361483-2

### 新装版
- 押見修造 『デビルエクスタシー 新装版』 講談社〈ヤンマガKCスペシャル〉、全4巻
  1. 2013年4月5日発売 ISBN 978-4-06-382289-2
  2. 2013年5月2日発売 ISBN 978-4-06-382298-4
  3. 2013年5月2日発売 ISBN 978-4-06-382299-1
  4. 2013年6月7日発売 ISBN 978-4-06-382309-7